# Municipio de Union (condado de Worth, Misuri)
El municipio de Union (en inglés: Union Township) es un municipio ubicado en el condado de Worth en el estado estadounidense de Misuri. En el año 2010 tenía una población de 460 habitantes y una densidad poblacional de 2,88 personas por km².

## Geografía
El municipio de Union se encuentra ubicado en las coordenadas 40°31′14″N 94°33′24″O / 40.52056, -94.55667. Según la Oficina del Censo de los Estados Unidos, el municipio tiene una superficie total de 159.99 km², de la cual 159,68 km² corresponden a tierra firme y (0,19 %) 0,31 km² es agua.

## Demografía
Según el censo de 2010, había 460 personas residiendo en el municipio de Union. La densidad de población era de 2,88 hab./km². De los 460 habitantes, el municipio de Union estaba compuesto por el 97,83 % blancos, el 0,22 % eran afroamericanos, el 0,65 % eran asiáticos, el 0,43 % eran de otras razas y el 0,87 % eran de una mezcla de razas. Del total de la población el 1,52 % eran hispanos o latinos de cualquier raza.